# Мир (альбом Lumen)
«Мир» — пятый студийный альбом группы Lumen. Записан в 2009 году. Работа над ним велась на студии Marinsound. В альбоме 14 композиций. Песни с пластинки ещё до появления на прилавках выкладывались на официальном сайте группы. 22 мая 2009 года «Мир» поступил в продажу.
Начиная с 24 мая обладатели лицензионных CD получили возможность бесплатного прохода на любой сольный концерт группы в 2009 году.
По результатам первой недели продаж занял четвёртое место в чарте продаж альбомов на территории России.

## Список композиций
| №                   | Название                       | Длительность |
| ------------------- | ------------------------------ | ------------ |
| 1.                  | «Последний шанс»               | 2:40         |
| 2.                  | «Вся вера и любовь этого мира» | 4:09         |
| 3.                  | «Гонка»                        | 3:15         |
| 4.                  | «Лабиринт»                     | 4:23         |
| 5.                  | «Слова»                        | 2:44         |
| 6.                  | «Беги»                         | 5:03         |
| 7.                  | «Не надо снов»                 | 3:19         |
| 8.                  | «Осеннее небо»                 | 4:47         |
| 9.                  | «Паспорт»                      | 2:46         |
| 10.                 | «Дотянуться до звезды»         | 3:08         |
| 11.                 | «Другой мир»                   | 3:23         |
| 12.                 | «Секунда»                      | 3:48         |
| 13.                 | «Ржавчина»                     | 4:09         |
| 14.                 | «Когда»                        | 4:04         |
| Общая длительность: | Общая длительность:            | 51:38        |

## Награды
Премия RAMP-2009 в номинации «Альбом года».

## Участники

### Музыканты
- Рустем «Тэм» Булатов — вокал, шумовые эффекты.
- Игорь «Гарик» Мамаев — гитара.
- Евгений «Шмель» Тришин — бас-гитара.
- Денис «Дэн» Шаханов — ударные.
- Вадим Базеев — акустическая гитара (14).

### Звукозапись
- Влад Савватеев — звукорежиссёр, сведение.
- Борис Истомин — мастеринг.
- Павел Воликов — дизайн.
- Вадим Базеев — продюсер, фотографии в оформлении альбома[к 2].